# Flughafen al-Baha

i7
i11
i13
Der Flughafen al-Baha (auch Flughafen König Saud bin Abdulaziz, arabisch مطار الملك سعود بن عبد العزيز, DMG Maṭār al-Malik Saʿūd b. ʿAbd al-ʿAzīz; IATA-Code: ABT, ICAO-Code: OEBA) liegt etwa 37 Kilometer nordöstlich der Stadt al-Baha, der Hauptstadt der gleichnamigen Provinz im Südwesten Saudi-Arabiens.
Der Flughafen liegt auf einer Höhe von 1672 m und wurde im Jahr 1983 eröffnet. Von ihm werden nur inländische Flughäfen angesteuert, darunter der Flughafen Riad in der Hauptstadt und der Flughafen Dschidda.